# گمینا زبانشنک
گمینا زبانشنک (به لهستانی:  Gmina Zbąszynek) یک گمینا در لهستان است که در شهرستان شویبوجن واقع شده‌است. گمینا زبانشنک ۹۴٫۴۲ کیلومتر مربع مساحت و ۸٬۳۷۶ نفر جمعیت دارد.